# Legge 23 agosto 1988, n. 400
La legge 23 agosto 1988, n. 400 è una legge della Repubblica Italiana, che determina l'attività, l'ordinamento e la potestà regolamentare del Governo della Repubblica Italiana.

## Storia
La prima norma in tema che disciplinasse l'argomento fu il regio decreto 14 novembre 1901, n. 466 (detto "decreto Zanardelli"), tuttavia a partire dal secondo dopoguerra in Italia si dimostrò presto inadeguato rispetto ai nuovi problemi posti in una società radicalmente diversa da quella dei primi anni del XX secolo.
La necessità di mantenere l'unità di indirizzo politico ed amministrativo portò il governo De Mita a emanare la norma.

## Contenuto
La legge disciplina i tipi di regolamento e le procedure d'adozione che sono attribuite al governo italiano e può considerarsi un'applicazione dei precetti di cui al Titolo III della Costituzione. Disciplina, tra l'altro, le norme di funzionamento dell'attività del Governo come le modalità di convocazione e la formazione dell'ordine del giorno, le attribuzioni del Presidente del Consiglio e del Consiglio dei ministri e l'esercizio del potere regolamentare da parte del Governo.